# Walter Giesler
Walter Giesler (6 settembre 1910 – 7 luglio 1976) è stato un calciatore e allenatore di calcio statunitense.

## Carriera
Da calciatore ha militato nel Ben Millers. Dopo il ritiro dal calcio giocato ha guidato la Nazionale statunitense alle Olimpiadi del 1948, oltre che presenziare la Federazione calcistica degli Stati Uniti d'America dal 1948 al 1950. Negli anni seguenti è stato presidente e segretario della  Missouri Soccer Commission e nel 1972 manager dei St. Louis Frogs.
Nel 1962 è stato inserito nel National Soccer Hall of Fame.